# Elegie (Properzio)
Le Elegie (in latino Elegiarum libri IV o più semplicemente Elegiae) sono una raccolta di poesie elegiache pubblicate nella seconda metà del I secolo a.C. dal poeta latino Sesto Properzio.
(Sesto Properzio, Elegiae, I 1, vv. 1-2)

## Contenuti
Il primo libro (Monobiblos, "libro unico") rappresenta la prima raccolta di elegie pubblicata nel 28 a.C. e dedicata alla donna amata, Cynthia, secondo la tradizione dei poeti alessandrini. Costituito da ventidue elegie, è noto anche sotto il titolo di Cynthia (nei manoscritti). Vi si canta prevalentemente l'amore impossibile per Cinzia con l'aiuto di un ricco repertorio di figure mitologiche. La passione per Cinzia è espressa in forma esplosiva ed intensa.
Anche nel secondo libro, in trentaquattro componimenti, prevale di gran lunga sugli altri temi l'amore per Cinzia. Qui la passione d'amore si fa più tormentata e complicata, il poeta analizza il proprio stato d'animo utilizzando anche materiale erudito.
Nei venticinque componimenti di cui consta il terzo libro, invece, alle poesie d'amore si affiancano dichiarazioni di poetica e poesie d'argomento politico e civile. 
Alla fine di questo inoltre avviene il distacco liberatorio dalla servitù d’amore nei confronti di Cinzia.
Nel quarto libro, il meno corposo (undici componimenti), i temi civili e la propaganda augustea diventano preponderanti, in particolare nelle cosiddette Elegie romane. Qui Properzio intende ispirarsi al modello principale dell'alessandrinismo, Callimaco, riprendendo in particolare gli "Aitia" (Le Cause), in cui si illustravano le origini di miti e culti religiosi. Lo stesso si propone di fare il "Callimaco Romano" nel suo Libro IV.

## La figura di Cynthia
I tentativi di ricostruire la realtà biografica della protagonista assoluta della "Monobiblos" di Properzio è stato da sempre un compito difficile e delicato per via del fatto che inevitabili deformazioni si vengono a creare nel passaggio dalla realtà alla finzione letteraria.
Tuttavia siamo in grado di ricostruire la figura della donna, seppur con le dovute cautele relative al fatto che gran parte della descrizione della sua personalità dipende dalle parole di un uomo e poeta che di tale donna era profondamente innamorato ma anche succube.
Un'antica testimonianza dello scrittore latino Apuleio (Apologia, 10) identifica questo personaggio con una certa Hostia. Tale testimonianza pare avvalorata da diverse osservazioni: in primo luogo l'equivalenza di sillabe tra il nome fittizio e il nome reale; il nome di Cynthia inoltre poteva ben gareggiare con lo pseudonimo dato da altri poeti elegiaci alle donne amate in quanto rievocava Apollo Cinzio (ovvero nato sul Monte Cinto, nell'isola di Delo).
Lo stesso Properzio accenna alla presenza di un antenato poeta nella famiglia della donna, il quale potrebbe essere identificato con Hostius, autore, probabilmente poco dopo il 129 a.C., di un poema epico-storico sul Bellum Histricum e ancora una volta appartenente alla stessa famiglia riportata da Apuleio.